# Hemicycla inutilis
Hemicycla inutilis é uma espécie de gastrópode  da família Helicidae
É endémica de Espanha.